# All Around the World
«All Around the World» — песня, записанная британской певицей Лизой Стэнсфилд, с её дебютного студийного альбома Affection, выпущенная в качестве 2-го сингла в 1989 году. All Around the World достигла первого места в хит-парадах
в Великобритании, Австрии, Бельгии, Голландии, Испании, Норвегии и № 3 в США и Канаде. Песня выиграла две награды Ivor Novello Award, была номинирована на две Грэмми и на MTV Video Music Awards 1990-91 гг.

## История
В 1990 году All Around the World достиг первого места в британском UK Singles Chart. В феврале 1990 года сингл дебютировал на № 78 в американском хит-параде и позднее достиг № 3 в Billboard Hot 100, пробыв в этом мультиформатном чарте 22 недели
«All Around the World» также возглавил американские соул-чарт US Hot R&B/Hip-Hop Songs и танцевальный чарт US Hot Dance Club Songs (Billboard) и был № 7 в Billboard Adult Contemporary в 1990 году.
Видеоклип «All Around the World» получил номинацию MTV Video Music Awards 1990 года в категории Лучшее видео дебютанта, две номинации на Brit Awards (Best Video и British Single, 1990), номинацию на Soul Train Music Awards (Best R&B/Urban Contemoprary Single — Female, 1991), и был номинирован на две премии Грэмми в категориях Лучшее женское вокальное поп-исполнение и Лучший новый исполнитель.
Песня выиграла 2 награды Ivor Novello Awards (Best Contemporary Song в 1990 и Best International Song в 1991).

## Состав композиций
| Australian/European 7" single / Japanese CD single 1. «All Around the World» — 4:22 2. «Wake Up Baby» — 3:58 European CD single 1. «All Around the World» — 4:22 2. «All Around the World» (Long Version) — 7:02 3. «Wake Up Baby» — 3:58 4. «The Way You Want It» (Edit) — 4:16 Australian/European 12" single 1. «All Around the World» (Long Version) — 7:02 2. «Wake Up Baby» — 3:58 3. «The Way You Want It» (Edit) — 4:16 European 12" single (Remix) 1. «All Around the World» (Around the House Mix) — 6:03 2. «This Is the Right Time» (Accapella) — 2:30 3. «All Around the World» (Runaway Love Mix) — 4:37 4. «The Way You Want It» — 4:56 UK promotional 12" single 1. «All Around the World» (The Global Quest) — 6:17 US 7" single 1. «All Around the World» — 4:21 2. «Affection» — 5:50 US 12" single 1. «All Around the World» (Long Version) — 7:02 2. «All Around the World» (American Club Remix) — 11:48 3. «Affection» — 5:50 | US promotional 12" single 1. «All Around the World» (Long Version) — 7:02 2. «All Around the World» (Single Version) — 4:21 3. «All Around the World» (American Club Remix) — 11:48 4. «All Around the World» (American Club Edit) — 4:29 1992 European promotional 12" single 1. «All Around the World» (Duet with Barry White) — 4:34 2003 European promotional CD single 1. «All Around the World» — 4:22 2. «The Real Thing» — 4:20 3. «This Is the Right Time» — 4:31 2003 US promotional 12" single (Norty Cotto Mixes) 1. «All Around The World» (Norty Cotto Remix) — 7:33 2. «All Around The World» (Hosh Gonna Lookapella) — 2:40 3. «All Around The World» (Lisa’s Reprise) — 2:40 4. «All Around The World» (Norty’s World Dub) — 7:43 5. «All Around The World» (Instrumental) — 7:33 2003 US digital promo 1. «All Around The World» (Junior Vasquez Earth Anthem) — 10:50 2006 US digital Dance Vault Mixes 1. «All Around The World» (Radio Mix) — 4:21 2. «All Around The World» (American Club Edit) — 4:29 3. «All Around The World» (Long Version) — 7:02 4. «All Around The World» (American Club Remix) — 11:48 Другие ремиксы 1. «All Around the World» (Attack Mix) — 5:00 |

## Номинации и награды
| Год  | Номинируемая работа    | Категория                                                  | Результат |
| ---- | ---------------------- | ---------------------------------------------------------- | --------- |
| 1990 | «All Around the World» | MTV Video Music Award for Best New Artist                  | Номинация |
| 1991 | «All Around the World» | Премия «Грэмми» за лучшее женское вокальное поп-исполнение | Номинация |
| 1990 | Ivor Novello Award     | Best Contemporary Song                                     | Победа    |
| 1991 | Ivor Novello Award     | Best International Song                                    | Победа    |

## Чарты и сертификации
| Чарт (1989-90)                         | Высшая позиция |
| -------------------------------------- | -------------- |
| Австралия (ARIA)                       | 9              |
| Австрия (Ö3 Austria Top 40)            | 1              |
| Бельгия/Фландрия (Ultratop 50)         | 1              |
| Канада Canada Top Singles (RPM)        | 3              |
| Канада Canada Adult Contemporary (RPM) | 3              |
| Канада Canada Dance (RPM)              | 1              |
| Europe (European Hot 100 Singles)      | 4              |
| Франция (SNEP)                         | 24             |
| Германия (Official German Charts)      | 2              |
| Ирландия (IRMA)                        | 3              |
| Италия (Hit Parade)                    | 3              |
| Нидерланды (Dutch Top 40)              | 1              |
| Нидерланды (Single Top 100)            | 1              |
| Новая Зеландия (Recorded Music NZ)     | 10             |
| Норвегия (VG-lista)                    | 1              |
| Испания (PROMUSICAE)                   | 1              |
| Швеция (Sverigetopplistan)             | 4              |
| Швейцария (Schweizer Hitparade)        | 2              |
| UK Singles (Official Charts Company)   | 1              |
| США (Billboard Hot 100)                | 3              |
| США (Billboard Adult Contemporary)     | 7              |
| США (Billboard Dance Club Songs)       | 1              |
| США (Billboard Hot R&B/Hip-Hop Songs)  | 1              |
| Чарт (2003)                            | Высшая позиция |
| США (Billboard Dance Club Songs)       | 34             |

| Чарт (1989)                                         | Позиция  |
| --------------------------------------------------- | -------- |
| Великобритания UK Singles (Official Charts Company) | 12       |
| Chart (1990)                                        | Position |
| Австрия (Ö3 Austria Top 40)                         | 20       |
| Бельгия (Ultratop 50 Flanders)                      | 38       |
| Канада Canada Top Singles (RPM)                     | 21       |
| Канада Canada Adult Contemporary (RPM)              | 8        |
| Канада Canada Dance (RPM)                           | 6        |
| Канада Germany (Official German Charts)             | 13       |
| Италия (Hit Parade)                                 | 25       |
| Италия (Dutch Top 40)                               | 46       |
| Швейцария (Schweizer Hitparade)                     | 19       |
| США US Billboard Hot 100                            | 21       |
| США US Hot Dance Club Songs (Billboard)             | 3        |
| США US Hot R&B/Hip-Hop Songs (Billboard)            | 6        |

| Регион                                                      | Сертификация | Продажи    |
| ----------------------------------------------------------- | ------------ | ---------- |
| Австралия (ARIA)                                            | Золотой      | 35 000^    |
| Австрия (IFPI Austria)                                      | Золотой      | 25 000*    |
| Германия (BVMI)                                             | Золотой      | 250 000^   |
| Швеция (GLF)                                                | Золотой      | 25 000^    |
| Великобритания (BPI)                                        | Золотой      | 400 000^   |
| США (RIAA)                                                  | Платиновый   | 1 000 000^ |
| ^ Данные о тиражах приведены только на основе сертификации. |              |            |